# Audrey Young
Audrey Young (30 de octubre de 1922 – 1 de junio de 2012) fue una actriz de cine y cantante de big-band estadounidense, que estuvo muy activa en la década de 1940. Fue la esposa del director Billy Wilder.

## Primeros años
Young nació en Los Ángeles, California, Su padre, Stratton Young, construyó decorados para películas.

## Carrera
Young fue actriz contratada por Paramount Pictures en la década de 1940, y participó en unas 20 películas entre 1944 y 1949. Hizo su debut cinematográfico en Lady in the Dark (1944). Había cantado con la orquesta de Tommy Dorsey antes de convertirse en actriz, y cantó (en solitario o como parte de un grupo) en varias películas, incluyendo Blue Skies. La mayoría de sus papeles fueron pequeños y no acreditados, con sólo unas pocas excepciones como Danger Street y The Wistful Widow of Wagon Gap. Su última aparición en el cine fue en Love in the Afternoon (1957), en un papel no acreditado como la cita en la ópera del personaje de Gary Cooper.
El 1 de noviembre de 1944, Young apareció en un programa de variedades de televisión de Paramount Studios que se emitía en la emisora W6XYZ (más tarde KTLA) de Los Ángeles. Cantó "What a Difference a Day Makes" y "Getting Sentimental Over You". En una reseña en la publicación especializada Billboard, Cy Wagner escribió que Young "tenía una bonita voz y era muy telegénica". También cantó en vodevil.
Young trabajó como asesora de vestuario en dos películas, The Apartment y Some Like It Hot, ambas dirigidas por su esposo.

## Vida personal
El 30 de junio de 1949, Young se casó con el director Billy Wilder en Linden, Nevada. Se conocieron cuando ella apareció en un pequeño papel como ayudante de cámara en The Lost Weekend  y estuvieron casados hasta la muerte de Wilder en 2002. No tuvieron hijos, pero fue madrastra del hijo de Wilder de un matrimonio anterior. Tras la muerte de Wilder, Young donó $5 millones de dólares al Museo Hammer de UCLA para crear el Billy Wilder Theater. Fue enterrada en el Westwood Village Memorial Park Cemetery en Los Ángeles.